# 長生殿 (戯曲)
『長生殿』（ちょうせいでん）は、清の洪昇（こうしょう）の制作にかかる中国の古典戯曲の傑作であって、南方系の楽曲を基調とした、いわゆる南戯である。全五十幕から成る。
唐の白居易の「長恨歌」、および陳鴻の「長恨歌伝」の筋立てを逐いつつ、史実と仮構をないまぜた構成で、文辞もすぐれ、孔尚任の「桃花扇」（とうかせん）とともに、清朝を代表する二大戯曲として並び称されている。

## 概要
洪昇（1645年-1704年）は銭塘の人で、北京国子監の監生であった。『長生殿』ははじめ『沈香亭』、ついで『舞霓裳』、最後に現在の名前へと変わり、十数年を費やして完成したという。1688年ごろに上演され、康熙帝は高く評価して俳優に銀20両を下賜した。ところが1689年、孝懿仁皇后（トゥンギャ氏）の服喪期間中に上演したとして洪昇は不敬罪で告訴され、監生の身分を失って故郷に帰った。
玄宗と楊貴妃に関する文学作品として『長恨歌』と陳鴻『長恨歌伝』がよく知られるが、それ以降も宋の伝奇小説『楊太真外伝』や、元の白仁甫の雑劇『梧桐雨』などに発展した。『長生殿』はこれらの文学の集大成となっている。『長恨歌』をそのまま引いている箇所もあるが、たとえば馬嵬の老女が楊貴妃の足袋を拾う話は『唐国史補』に、李亀年が江南に逃がれた話は杜甫の詩に、郭従謹という老人が玄宗を批判した話は『資治通鑑』に、楊通幽という道士の話は『仙伝拾遺』などに見えている。各齣の末には関係する唐詩の句を引く。

## 各幕の名[9]
- 第一幕　口上
- 第二幕　はじめて恩沢を承くるとき
- 第三幕　権臣に賄賂をおくる
- 第四幕　春眠
- 第五幕　禊の遊び
- 第六幕　陰の噂
- 第七幕　恩寵
- 第八幕　黒髪を献上する
- 第九幕　再度のお召し
- 第十幕　疑わしき讖
- 第十一幕　天上の楽を聞く
- 第十二幕　楽曲を作る
- 第十三幕　権力の争奪
- 第十四幕　楽曲を偸む
- 第十五幕　茘枝を進貢する
- 第十六幕　霓裳羽衣の舞
- 第十七幕　巻狩
- 第十八幕　夜の怨みごと
- 第十九幕　御殿をさわがす
- 第二十幕　密偵の報
- 第二十一幕　浴室を覗く
- 第二十二幕　密かなる誓い
- 第二十三幕　潼関陥落
- 第二十四幕　謀反の報に驚く
- 第二十五幕　貴妃を葬する
- 第二十六幕　麦飯を献上する
- 第二十七幕　貴妃の妄執
- 第二十八幕　賊を罵る
- 第二十九幕　鈴の音を聞く
- 第三十幕　貴妃の悔恨
- 第三十一幕　叛軍を討つ
- 第三十二幕　貴妃の像に哭く
- 第三十三幕　神に訴える
- 第三十四幕　逆賊を刺す
- 第三十五幕　長安を回復す
- 第三十六幕　貴妃の襪を見る
- 第三十七幕　貴妃登仙す
- 第三十八幕　琵琶うた
- 第三十九幕　追善供養
- 第四十幕　仙界にて追憶す
- 第四十一幕　月を観て貴妃を憶う
- 第四十二幕　馬嵬駅でのお迎え
- 第四十三幕　貴妃を改葬する
- 第四十四幕　執り成し
- 第四十五幕　雨の夜の夢
- 第四十六幕　魂を覓む
- 第四十七幕　願いを叶う
- 第四十八幕　情を寄せる
- 第四十九幕　消息を聴く
- 第五十幕　重円

## 主な登場人物
- 唐明皇（玄宗）- 唐の皇帝。
- 高力士 - 宦官。
- 楊貴妃 - 唐明皇の寵姫。名は玉環、前世は蓬莱の玉妃。
- 永新、念奴 - 楊貴妃の侍女。
- 虢国夫人 - 楊貴妃の姉。夫は裴氏。
- 楊国忠 - 楊貴妃の兄で右相。
- 梅妃 - 江采蘋。唐明皇の寵姫で楊貴妃のライバル。
- 李亀年 - 宮廷の楽人の長。
- 安禄山 - 軍人。
- 郭子儀 - 軍人。安禄山の軍と戦う。
- 陳玄礼 - 軍人。右龍武将軍。
- 王嬤嬤 - 馬嵬で酒屋を営む老女。楊貴妃の足袋を発見し、持ち帰って客寄せに使う。
- 李謩 - 楽人。
- 楊通幽 - 道士。

## あらすじ
『長生殿』は複雑長大な劇であるが、前半25齣で楊貴妃の入内からその自殺までを描き、後半は長安に入った安禄山の無道と鎮圧、その後の玄宗らの生活、楊貴妃の魂の話などが複雑に交替する。ここでは出現順ではなく、人物ごとに筋をまとめた。
太平の世を謳歌する唐明皇は楊玉環を貴妃とし、寵愛する。楊貴妃の3人の姉もそれぞれ国夫人の位を与えられて権勢を奮う。それまでの寵姫であった梅妃は冷遇される。三月三日の曲江の宴で、楊貴妃は姉の虢国夫人が唐明皇に近づいたことに嫉妬して二人を殴る。唐明皇は怒って楊貴妃に暇を出すが、すぐに後悔して呼びかえす。
楊貴妃は茘枝を好み、遠方から茘枝を届けるために人々は辛酸を舐める。
楊貴妃は梅妃の驚鴻の舞をしのぐ新曲を作ろうとする。嫦娥は楊貴妃の夢魂を月宮に招き、霓裳羽衣の曲を教える。目覚めて後、楊貴妃は楽譜を永新と念奴に書きとめさせ、唐明皇は李亀年らに曲を習わせる。六月一日の楊貴妃の誕生日のために、避暑地の驪山にある長生殿で宴を開く。そこへ茘枝が届く。霓裳羽衣の曲が演奏され、楊貴妃が舞う。その後、唐明皇はこっそり梅妃を訪れるが、楊貴妃が知って大騒ぎになる。
唐明皇と楊貴妃は驪山の温泉殿を訪れる。七夕の夜、二人は永く夫婦となることを長生殿で牽牛・織女に誓う。
安禄山は奚・契丹との戦いに敗北した責任を取るため長安に護送されていたが、楊国忠のとりなしもあって許され、東平郡王に封ぜられる。後に楊国忠は安禄山の野心を警戒するようになり、罷免を唐明皇に要求するが、唐明皇は范陽節度使に任命することで二人の反目を和らげようとする。安禄山はむしろこれを好機として、朝廷を欺きつつ百万の兵を蓄え、楊国忠の排除を名分として反乱を起こし、哥舒翰を破って潼関を越える。
唐明皇と楊貴妃が宴を開いているところに楊国忠がやってきて、安禄山の挙兵を告げ、蜀に乱を避けるよう進言する。陳玄礼と兵三千に率いられて蜀へと向かうが、馬嵬駅で兵が反乱を起こして楊国忠を殺し、さらに楊貴妃の死を要求する。楊貴妃は自ら縊死する。遺体は錦に包み、金釵鈿盒とともに馬嵬駅に埋葬する。唐明皇はその後も苦労を重ねて成都に到着し、太子に位を譲って上皇となった後、楊貴妃の像を作らせて廟に祭る。
長安に入った安禄山は遊興に明け暮れる。宮中で音楽を演奏させるが、楽人の雷海青は安禄山を面罵して琵琶を投げつけようとする。
安禄山は大燕皇帝を名乗り、段夫人を寵愛してその子の安慶恩を太子に立てようとするが、そのことに怒った長男の安慶緒が李豬児に安禄山を刺殺させる。郭子儀の率いる唐軍が大いに活躍し、安慶緒は逃亡、長安は回復される。
李亀年は乱の後、江南に逃れていたが、噂を聞いて来た楽人の李謩と再会する。李謩は李亀年から霓裳羽衣の曲を学ぶ。かつて楊貴妃の侍女であった永新と念奴は金陵で道姑となって楊貴妃をまつっていたが、やはり李亀年と再会する。
殺された楊国忠や虢国夫人の魂は地獄に落ちたが、楊貴妃はもと蓬萊の仙人であったため、馬嵬の土地神に助けられ、鬼魂としてしばらくさまよった後、尸解して蓬莱に戻る。上皇は成都から長安に戻る途中、改葬するために馬嵬で楊貴妃の墓を掘るが、中は空で、ただ香嚢のみが残っていた。馬嵬で酒屋を営んでいた王嬤嬤は拾った楊貴妃の足袋を上皇に献上し、墓守の職を与えられる。
長安に戻った上皇は、夢に楊貴妃の使者を見、また安禄山が怪物となって出現する様子を見る。夢から覚めた後、各地の方士に楊貴妃の魂を探させる。楊通幽は織女の導きによって蓬莱の玉妃（かつての楊貴妃）に逢うことができた。玉妃は証拠として金釵鈿盒を楊通幽に渡し、またかつての長生殿での誓いについて語る。
織女は上皇が楊貴妃を見殺しにしたことを怒っていたが、後に上皇を憐れみ、ふたりを天上に上げることにする。中秋の夜、楊通幽が出した仙橋を使って上皇は月宮へ昇り、玉妃と再会する。天界を司る玉帝の詔勅により、ふたりは忉利天で夫婦として末永く過ごす。

## 日本語訳
- 洪昇 著、塩谷温 訳「長生殿」『国訳漢文大成 文学部 第17巻』国民文庫刊行会、1923年。復刻・日本図書センター、2000年
- 洪昇 著、岩城秀夫 訳『長生殿　玄宗・楊貴妃の恋愛譚』平凡社東洋文庫、2004年。ISBN 4582807313。
- 洪昇 著、竹村則行 訳『長生殿訳注』研文出版、2011年。ISBN 9784876363216。